# Tetecolala
Tetecolala är en ort i Mexiko.   Den ligger i kommunen Tepoztlán och delstaten Morelos, i den sydöstra delen av landet, 60 km söder om huvudstaden Mexico City. Tetecolala ligger 1 443 meter över havet och antalet invånare är 1 449.
Terrängen runt Tetecolala är kuperad åt nordost, men åt sydväst är den platt. Terrängen runt Tetecolala sluttar söderut. Runt Tetecolala är det mycket tätbefolkat, med 3 134 invånare per kvadratkilometer. Närmaste större samhälle är Jiutepec, 4,8 km söder om Tetecolala. Omgivningarna runt Tetecolala är en mosaik av jordbruksmark och naturlig växtlighet.